# 小島七郎

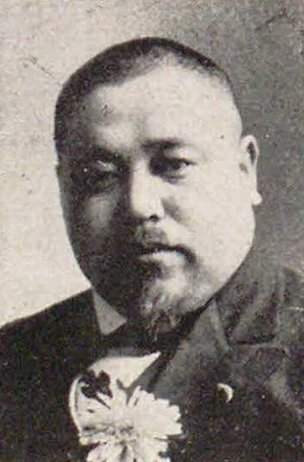
小島七郎

小島 七郎（こじま しちろう、1883年（明治16年）2月5日 – 1930年（昭和5年）3月5日）は、衆議院議員（憲政会）、弁護士。

## 経歴
山口県吉敷郡山口町（現在の山口市）出身。1913年（大正元年）、東京帝国大学法科大学を卒業。ハルビンで西伯利亜新聞社の社長となり、さらに東京通信社の理事を務めた。
牛込区会議員、同議長、東京市会議員を経て、1924年（大正13年）の第15回衆議院議員総選挙に出馬し、当選した。その後、東京市会議長に就任した。
その他に関東醸造株式会社取締役、哈爾浜取引所監査役などを務めた。墓所は多磨霊園。

## 栄典
- 1930年（昭和5年）3月5日 - 帝都復興記念章[1]